# Institut de recherches économiques et sociales
 (novembre 2018).
L'Institut de recherches économiques et sociales (IRES) a été créé en 1982 par l'ensemble des organisations syndicales représentatives françaises (CFDT, CFE-CGC, CFTC, CGT, CGT-FO et FEN devenue UNSA Education) avec le concours du gouvernement.
L'IRES a pour mission d'apporter des éléments d'appréciation et d'analyse sur l'ensemble des questions économiques et sociales nationales, européennes et internationales qui intéressent les organisations syndicales. Il a vocation à se situer sur des réflexions de moyen et long terme, de nature sociale, économique, environnementale et sociétale.

## Organisation
L'IRES est une association loi de 1901. Son conseil d'administration est composé de neuf syndicalistes, neuf personnalités scientifiques et quatre représentants du Premier ministre. Son bureau regroupe six syndicalistes, un par organisation constitutive. La présidence est assumée à tour de rôle par le représentant de l'une d'entre elles. L'actuelle présidente est Anne-Florence Quinton (CFDT), élue le 18 juin 2024.
Les ressources de l'IRES sont assurées par une subvention publique de l'État et par des conventions de recherche.
Le directeur est un universitaire ou un haut fonctionnaire. Les directeurs successifs sont :
- Edgar Andréani (1982-1985)[5]

- Jacques Mazier (1985-1988)[6]

- Jacques Freyssinet (1988-2002)

- Jacky Fayolle (2002-2006)[7]

- Jean-Louis Levet (2007-2010)

- Frédéric Lerais (depuis 2011)[8]

L'équipe de recherche est composée d'une vingtaine de personnes, soit principalement des économistes, des sociologues et des politistes, notamment les chercheurs Noélie Delahaie, François-Xavier Devetter, Marcus Kahmann, Cristina Nizzoli et Catherine Vincent.

## Fonctionnement
L’IRES mène essentiellement deux types de travaux : des recherches et des analyses développées par son équipe pluridisciplinaire de chercheurs et des travaux de recherche propres à chaque organisation syndicale, regroupés au sein de l’Agence d’objectifs.
L’IRES et son Agence d’objectifs, par son positionnement institutionnel, et la nature des travaux de recherche qu’il conduit, contribue à éclairer le débat social par des analyses et approches comparatives rigoureuses.
L’ensemble de ces études et travaux sont accessibles sur le site web ainsi que l’ensemble des publications de l’institut : La Revue de l’Ires, Chronique internationale, Éclairages, rapports de recherche, etc.
Aux fins de valoriser les recherches qui sont conduites, l’IRES organise différentes manifestations : Entretiens de l’IRES, colloques, séminaires, etc.
L’IRES promeut une approche originale des relations entre la recherche et le monde syndical, sur des sujets qui appellent expertise, débat et controverse scientifique. C'est un lieu de recherche, d'expertise sur le monde syndical et pour le monde syndical, engagé dans des activités internationales et européennes, qui contribue à la reconnaissance de la place du travail et du monde syndical.
Le programme scientifique de recherche, approuvé par le conseil d’administration, est orienté sur les priorités d’analyse économique et sociale. Il est garant de la définition d’analyses rigoureuses reconnues, et de la collecte de données fiables.
Le programme scientifique est élaboré au travers d’un processus de réflexion large, associant les différentes composantes de l’institut, qu’il s’agisse des groupes de travail permanents jusqu’aux membres du conseil d’administration, dont ses personnalités scientifiques ainsi que les membres de sa commission scientifique créée en 2015.

## Histoire
A la fin des années 1970, une série de rapports publics se sont inquiétés du monopole administratif dans le domaine de l’expertise économique et sociale. Le rapport de René Lenoir et de Baudouin Prot commandé par Valéry Giscard d’Estaing en 1979 a joué un rôle de déclencheur dans la recherche de la démocratisation de l’analyse économique et sociale en France.
Ce rapport préconisait la création en France de plusieurs instituts de conjoncture économique indépendants du gouvernement à l'exemple de ceux existant à l'étranger, notamment en Allemagne.
Le rapport a débouché sur la création début 1981 de deux organismes de recherches : l’OFCE de type universitaire et l’IPECODE (aujourd’hui REXECODE) proche du patronat puis, quelques mois plus tard en 1982, par la mise en place de l’IRES, au service des organisations syndicales.
Pierre Mauroy, alors Premier ministre, a eu l’intention de créer un institut commun pour les syndicats. Il l’a fortement encouragé, soutenu activement par le déblocage des moyens indispensables à la recherche : locaux, mise à disposition de personnel, financement. 
Henri Guillaume, conseiller technique au cabinet de Pierre Mauroy, à qui le dossier a été confié, a pressé les organisations syndicales à se mettre d’accord et posé deux conditions à l’obtention de la subvention publique : premièrement, tous les syndicats représentatifs des salariés devaient être partie prenante, et deuxièmement, une aide directe à la recherche ne serait accordée que s'il existait une structure commune.
En mai 2023, un rapport de la Cour des comptes épingle le fonctionnement de l'institut géré par les syndicats. Est notamment montrée du doigt l'insuffisance de contrôle des fonds accordés aux syndicats pour financer leurs propres études. Le rapport de la Cour des Comptes est accompagné d'un référé adressé à la Première Ministre lui enjoignant de remettre à plat les missions et le fonctionnement de l'IRES.